# Список глав государств в 1259 году
Список глав государств в 1258 году — 1259 год — Список глав государств в 1260 году — Список глав государств по годам

## Азия
- Айюбиды —
  - Ан-Насир Юсуф, эмир Алеппо, Дамаска и Хомса[англ.] (1250 — 1260)
  - Аль-Камиль Мухаммад, эмир Месопотамии[англ.] (1247 — 1260)
  - Аль-Мансур Мухаммад II, эмир Хамы[англ.] (1244 — 1284)
- Анатолийские бейлики —
  - Артукиды — Гази I Наджм, эмир Мардина (1239 — 1260)
  - Османский бейлик — Эртогрул, бей (1230 — 1281)
- Антиохийское княжество — Боэмунд VI, князь (1252 — 1268)
- Грузинское царство — 
  - Давид VII Улу, царь Восточной Грузии (1247 — 1270)
  - Давид VI Нарин, царь Западной Грузии (1246 — 1293)
- Дайвьет — Чан Тхань Тонг, император[англ.] (1258 — 1278)
- Иерусалимское королевство — Конрад III (Конрадин), король (1254 — 1268)
- Индия —
  - Ахом — Сукапхаа, махараджа[англ.] (1228 — 1268)
  - Бхавнагар — Сежаки, раджа (1254 — 1309)
  - Вагела[англ.] — Вирдхавала, раджа[англ.] (ок. 1243 — ок. 1262)
  - Восточные Ганги[англ.] — Нарасимха Дева II, царь[англ.] (1238 — 1264)
  - Делийский султанат — Насир ад-дин Махмуд-шах I, султан (1246 — 1266)
  - Дунгарпур — Деопали Део, раджа (1251 — 1278)
  - Какатия — Ганапати, раджа (1199 — 1261)
  - Камата — Сандхья, махараджа (1228 — 1260)
  - Качари — Макардвай Нарайян, царь (ок. 1210 — ок. 1286)
  - Кашмир (Лохара) — Рамадева, царь[англ.] (1252 — 1273)
  - Манипур — Пурантаба, раджа[англ.] (1247 — 1263)
  - Марвар (Джодхпур) — Шива, раджа (1250 — 1273)
  - Пандья — Садаяварман Сундара Пандьян I, раджа (1251 — 1268)
  - Парамара[англ.] — Джайяварман II, махараджа[англ.] (1255 — 1274)
  - Сирохи — Виджай Рай, раджа (1250 — 1311)
  - Хойсала — 
    - Раманатха, махараджадхираджа (1253 — 1295)
    - Нарасимха III, махараджадхираджа (1253 — 1291)

  - Чандела — Вираварман, раджа (1254 — 1285)
  - Чола — Раджэндра Чола III, махараджа (1246 — 1279)
  - Ядавы (Сеунадеша) — Кришна, махараджа (1247 — 1261)
- Индонезия —
  - Сингасари — Вишнувардана-Нарасимхамурти, раджа (1248 — 1268)
  - Сунда — Гуру Дармасикса, махараджа (1175 — 1297)
  - Тернате — Бааб Машур Маламо, султан (1257 — 1277)
- Иран —
  -  Баванди — Мухаммад, испахбад (1249 — 1271)
  -  Хазараспиды — 
    - Такла, атабек (1257 — 1259)
    - Шамс аль-Дин Альп Аргун, атабек (1259 — 1274)
- Йемен —
  -  Расулиды — Аль-Музаффар Юсуф I, эмир (1249 — 1295)
- Караманиды — Караман, улубей (1256 — 1261)
- Картиды — Шамс уд-Дин Мухаммад, малик (1245 — 1277)
- Кедах — Муджаффар Шах II, султан[англ.] (1236 — 1280)
- Киликийское царство — Хетум I, царь (1252 — 1270)
- Кипрское королевство — Гуго II, король (1253 — 1267)
- Китай (Империя Сун)  — Ли-цзун (Чжао Юнь), император (1224 — 1264)
- Кхмерская империя (Камбуджадеша) — Джаяварман VIII, император (1243 — 1295)
- Конийский (Румский) султанат — 
  - Кей-Кавус II, султан (1246 — 1261)
  - Кылыч-Арслан IV, султан (1246 — 1264)
- Корея (Корё)  — 
  - Коджон, ван (1213 — 1259)
  - Вонджон, ван (1259 — 1274)
- Лемро — Узана I, царь[англ.] (1251 — 1260)
- Мальдивы — Худай, султан (1258 — 1264)
- Монгольская империя — Мунке, великий хан (1251 — 1259)
  - Золотая Орда (Улус Джучи) — Берке, хан (1257 — 1266)
  - Чагатайский улус — Эргэнэ-хатун, регент (1252 — 1261)
  - Хулагуиды — Хулагу, хан (1256 — 1261)
- Никейская империя — Иоанн IV Ласкарис, император (1258 — 1261)
- Паган — Наратихапат, царь[англ.] (1256 — 1287)
- Рюкю — Гихон, ван (1249 — 1259)
- Сельджукиды — 
  - Бадр ад-Дин Лулу, эмир Мосула (1234 — 1259)
  - в 1259 смещены монголами
- Сукхотаи (Сиам) — Си Индрадитья (Банг Кланг Хао), царь[англ.] (1238 — 1279)
- Трапезундская империя — Мануил I, император (1238 — 1263)
- Графство Триполи — Боэмунд VI, граф (1252 — 1275)
- Тямпа — Индраварман V, царь (1257 — 1288)
- Ширван — Ахситан II, ширваншах (1243 — 1260)
- Шри Ланка — 
  - Дамбадения[англ.] — Параккамабаху II, царь (1234 — 1269)
  - Джафна — Чандрабхану, царь[англ.] (1255 — 1262)
- Япония — 
  - Го-Фукакуса, император (1246 — 1259)
  - Камэяма, император (1259 — 1274)
  - Мунэтака-синно, сёгун (1252 — 1266)

## Америка
- Куско — Синчи Рока, сапа инка (1230 — 1260)

## Африка
- Абдальвадиды (Зайяниды) — Абу Ахья бин Зайян, султан (1236 — 1283)
- Альмохады — Умар аль-Мустафик, халиф (1248 — 1266)
- Бенинское царство — Хенмихен, оба[англ.] (1250 — 1260)
- Вогодого — Риале, нааба (ок. 1253 — ок. 1273)
- Египет (Мамлюкский султанат) — 
  - Али I аль-Мансур, султан (1257 — 1259)
  - Кутуз, султан (1259 — 1260)
- Канем — 
  - Дунама II Дибалами, маи (1221 — 1259)
  - Каде I Абд эль-Кадим ибн Дунама, маи (1259 — 1288)
- Кано[англ.] — Гугува, король[англ.] (1247 — 1290)
- Килва — Боне ибн Сулейман, султан (1225 — 1263)
- Макурия — Яхья, царь (ок. 1210 — ок. 1268)
- Мали — Ули I Кейта, манса (1255 — 1270)
- Мариниды — 
  - Умар, султан (1258 — 1259)
  - Абу Юсуф Якуб, султан (1259 — 1286)
- Нри[англ.] — Буифе, эзе[англ.] (1159 — 1259)
- Хафсиды — Мухаммад I аль-Мустансир, халиф (1249 — 1277)
- Шоа — Ганах, султан[англ.] (1252 — 1262)
- Эфиопия — Маирари, император (1247 — 1262)

## Европа
- Англия — Генрих III, король (1216 — 1272)
- Болгарское царство — Константин I Тих, царь (1257 — 1277)
- Босния — Приезда I, бан (1250 — 1287)
- Венгрия — Бела IV, король (1235 — 1270)
- Венецианская республика — Реньеро Дзено, дож (1253 — 1268)
- Дания — 
  - Кристофер I, король (1252 — 1259)
  - Эрик V Клиппинг, король (1259 — 1286)
- Ирландия —
  - Десмонд — Финген Маккарти, король (1251 — 1261)
  - Коннахт — Фелим мак Катал Уа Конхобар, король (1233 — 1265)
  - Тир Эогайн — Бриан Уа Нейлл, король (1238 — 1260)
  - Томонд — Тадг O’Брайен, король (1258 — 1269)
- Испания —
  - Ампурьяс — Понс IV, граф (1230 — 1269)
  - Арагон — Хайме I Завоеватель, король (1213 — 1276)
  - Гранадский эмират — Мухаммад I аль-Галиб, эмир (1238 — 1273)
  - Кастилия и Леон — Альфонсо X, король (1252 — 1284)
  - Мальорка — Хайме I Завоеватель, король (1231 — 1276)
  - Наварра — Теобальдо II (Тибо V Шампанский), король (1253 — 1270)
  - Ньебла (тайфа) — Су Аиб, эмир (1234 — 1262)
  - Пальярс Верхний — Арнау Роже I, граф (ок. 1257 — 1288)
  - Прованс — Карл I Анжуйский, граф (1246 — 1285)
  - Урхель — Альваро, граф (1243 — 1267)
- Латинская империя — Балдуин II де Куртене, император (1228 — 1261)
  - Герцогство Афинское — Ги I де ла Рош, герцог (1225 — 1263)
  - Ахейское княжество — Гильом II де Виллардуэн, князь (1246 — 1278)
  - Наксосское герцогство — Анжело Санудо, герцог (1227 — 1262)
  - Эпирское царство — Михаил II Комнин Дука, царь (1230 — 1266/1268)
- Литовское княжество — Миндовг, король (1253 — 1263)
- Норвегия — Хакон IV Старый, король (1217 — 1263)
- Островов королевство —
  - Дугал III, король Островов и Гарморана (ок. 1240 — 1268)
  - Юэн Макдугалл, король Островов и Аргайла (1247 — 1249, 1255 — 1270)
  - Ангус Мор, король Островов и Кинтайра (ок. 1250 — 1295)
  - Магнус III, король Мэна (1252 — 1265)
- Папская область — Александр IV, папа римский (1254 — 1261)
- Польша —
  - Краковское княжество — Болеслав V Стыдливый, князь (1243 — 1279)
  - Великопольское княжество — Болеслав Набожный, князь (1257 — 1273)
  - Куявское княжество — Казимир I Куявский, князь (1233 — 1267)
  - Ленчицкое княжество — Казимир I Куявский, князь[пол.] (1247 — 1267)
  - Сандомирское княжество — Болеслав V Стыдливый, князь (1232 — 1279)
  - Серадзское княжество — 
    - Казимир I Куявский, князь (1247 — 1259, 1260 — 1261)
    - Земовит I Мазовецкий, князь (1259 — 1260)

  - Силезское княжество —
    - Вроцлавское княжество — Генрих III Белый, князь (1248 — 1266)
    - Легницкое княжество — Болеслав II Рогатка, князь (1248 — 1278)
    - Опольско-Ратиборское княжество — Владислав, князь (1246 — 1281/1282)

  - Мазовецкое княжество — Земовит I, князь[англ.] (1248 — 1262)
- Померелия (Поморье) — 
  - Рацибор, князь (в Бялогарде) (1220 — 1262)
  - Святополк II, князь (в Гданьске и Свеце) (1220 — 1266)
  - Самбор II, князь (в Любишеве) (1220 — ок. 1278)
- Португалия — Афонсу III, король (1247 — 1279)
- Русские княжества — 
  -  Владимиро-Суздальское княжество — Александр Ярославич Невский, великий князь Владимирский (1252 — 1263)
    -  Белозерское княжество — Глеб Василькович, князь (1238 — 1278)
    -  Галич-Мерское княжество — Давыд Константинович, князь (1255 — 1280)
    -  Костромское княжество — Василий Ярославич Квашня, князь (1246 — 1276)
    -  Переяславль-Залесское княжество — Александр Ярославич Невский, князь (1246 — 1263)
    -  Ростовское княжество — Борис Василькович, князь (1238 — 1277)
    -  Стародубское княжество — Михаил Иванович, князь (1247 — 1281)
    -  Суздальское княжество — Андрей Ярославич, князь (1256 — 1264)
    -  Тверское княжество — Ярослав Ярославич, князь (1247 — 1272)
    -  Углицкое княжество — Андрей Владимирович, князь (1249 — 1261)
    -  Юрьевское княжество — Дмитрий Святославич, князь (1252 — 1267)
    -  Ярославское княжество — Анастасия Васильевна, княгиня (1257 — 1294)

  -  Киевское княжество — Александр Ярославич Невский, великий князь Киевский (1246 — 1263)
  -  Галицко-Волынское княжество — Даниил Романович, князь, король Руси (1254 — 1264)
    -  Волынское княжество — Василько Романович, князь (1238 — 1269)

  -  Новгородское княжество — 
    - Александр Ярославич Невский, князь (1236 — 1240, 1241 — 1252, 1257 — 1259)
    - Дмитрий Александрович, князь (1259 — 1264, 1272 — 1273, 1276 — 1281, 1285 — 1292 )

  -  Полоцкое княжество — Товтивил, князь (ок. 1255 — ок. 1263)
    -  Витебское княжество — Изяслав Брячиславич, князь (1232 — 1262, 1264)

  -  Псковское княжество — Святослав Ярославич, князь (1256 — 1266)
  -  Рязанское княжество — Роман Ольгович, князь (1258 — 1270)
  -  Смоленское княжество — Глеб Ростиславич, князь (1249 — 1278)
  -  Черниговское княжество — Андрей Всеволодович, князь (1246 — 1263)
    -  Брянское княжество — Роман Михайлович Старый, князь (1246 — 1288)
- Священная Римская империя — 
  - Ричард Корнуоллский, король Германии (1257 — 1272)
  - Альфонсо Кастильский, король Германии (1257 — 1273)
  - Австрия — Пржемысл Отакар Чешский, герцог (1251 — 1278)
  - Ангальт — 
    - Ангальт-Ашерслебен — Генрих II, князь (1252 — 1266)
    - Ангальт-Бернбург — Бернхард I, князь (1252 — 1287)
    - Ангальт-Цербст — Зигфрид I, князькнязь (1252 — 1298)

  - Бавария — 
    - Верхняя Бавария — Людвиг II Строгий, герцог (1255 — 1294)
    - Нижняя Бавария — Генрих XIII, герцог (1255 — 1290)

  - Баден — 
    - Фридрих I, маркграф (1250 — 1268)
    - Рудольф I, маркграф (1250 — 1288)

  - Баден-Хахберг — Генрих II, маркграф (1231 — 1290)
  - Бар — Тибо II, граф (1239 — 1291)
  - Берг — 
    - Адольф IV, граф (1247 — 1259)
    - Адольф VII, граф (1259 — 1296)

  - Брабант — Генрих III, герцог (1248 — 1261)
  - Бранденбург — 
    - Иоганн I, маркграф (1220 — 1266)
    - Оттон III Благочестивый, маркграф (1220 — 1267)

  - Брауншвейг-Люнебург — 
    - Альбрехт I, герцог (1252 — 1269)
    - Иоганн I, герцог (1252 — 1269)

  - Бургундия (графство) — Алиса, пфальцграфиня (1248 — 1279)
  - Вальдек — Адольф I, граф (1224 — 1270)
  - Веймар-Орламюнде[нем.] — 
    - Герман III, граф (1247 — 1278)
    - Оттон III, граф (1247 — 1278)

  - Вестфалия — Конрад фон Гохштаден, герцог (курфюрст Кельнский) (1238 — 1261)
  - Вюртемберг — Ульрих I, граф (ок. 1241 — 1265)
  - Гелдерн — Оттон II, граф (1229 — 1271)
  - Голландия — Флорис V, граф (1256 — 1296)
  - Гольштейн — 
    - Иоанн I, граф (1238 — 1261)
    - Герхард I, граф (1238 — 1261)

  - Каринтия — Ульрих III, герцог (1256 — 1269)
  - Клеве — Дитрих V, граф (1201 — 1260)
  - Лимбург — Валериан IV, герцог (1247 — 1279)
  - Лотарингия — Ферри II, герцог (1251 — 1302)
  - Лужицкая (Саксонская Восточная) марка — Генрих III, маркграф (1221 — 1288)
  - Люксембург — Генрих V Белокурый, граф (1247 — 1281)
  - Марк — Энгельберт I, граф (1249 — 1277)
  - Мейсенская марка — Генрих III, маркграф (1221 — 1288)
  - Мекленбург — Иоганн I Теолог, князь (1227 — 1264)
    - Мекленбург-Верле — Николай I, князь (1227 — 1277)
    - Мекленбург-Росток — Генрих Борвин III, князь (1227 — 1277)

  - Монбельяр — Тьерри III, граф (1228 — 1283)
  - Монферрат — Вильгельм VII Великий, маркграф (1253 — 1292)
  - Намюр — Генрих III Люксембургский, маркграф (1256 — 1264)
  - Нассау — 
    - Нассау-Вейльбург — Вальрам II, граф (1255 — 1276)
    -  Нассау-Зиген-Дилленбург — Отто I, граф (1255 — 1290)

  - Ольденбург — Иоганн I, граф (1256 — 1270)
  - Померания —
    - Померания-Деммин — Вартислав II, герцог (1219 — 1264)
    - Померания-Щецин — Барним I Добрый, герцог (1220 — 1278)

  - Рейнский Пфальц — Людвиг II Строгий, пфальцграф (1253 — 1294)
  - Саарбрюккен — Лоретта, графиня (1245 — 1271)
  - Савойя — 
    - Бонифаций I, граф (1253 — 1263)
    - Томас II, граф (1253 — 1259)

  - Саксония — Альбрехт I, герцог (1212 — 1260)
  - Салуццо — Томмазо I, маркграф (1244 — 1296)
  - Тироль — Мейнхард II, граф (1258 — 1295)
  - Трирское курфюршество — Арнольд фон Изенбург, курфюрст (1242 — 1259)
  - Тюрингия — Генрих III Мейсенский, ландграф (1247 — 1265)
  - Чехия — Пржемысл Отакар II, король (1253 — 1278)
  - Швабия — Конрад IV (Конрадин), герцог (1254 — 1268)
  - Шверин — Гунцелин III, граф (1228 — 1274)
  - Эно (Геннегау) — Маргарита I, графиня (1244 — 1280)
  - Юлих — Вильгельм IV, граф (1218 — 1278)
- Сербия — Стефан Урош I, король (1243 — 1276)
- Сицилийское королевство — Манфред, король (1258 — 1266)
- Тевтонский орден — Анно фон Зангерсхаузен, великий магистр (1256 — 1273)
  - Ливонский орден — Буркхард фон Хорнхаузен, ландмейстер (1257 — 1260)
- Уэльс —
  - Гвинед — Лливелин III ап Грифид, принц Гвинеда и Уэльса (1246 — 1282)
  - Дехейбарт — 
    - Рис Вихан ап Рис Мечилл, принц Диневура (1244 — 1271)
    - Маредид ап Рис Григ, принц Дрислуина (1234 — 1271)

  - Поуис Вадог — Грифид ап Мадог, король (1236 — 1269)
  - Поуис Венвинвин — Грифид ап Гвенвинвин, принц (1241 — 1286)
- Франция — Людовик IX Святой, король (1226 — 1270)
  - Ангулем — Гуго III, граф (1250 — 1270)
  - Арманьяк — Жеро VI, граф (1256 — 1285)
  - Артуа — Роберт II Благородный, граф (1250 — 1302)
  - Блуа — Жан I де Шатильон, граф (1241 — 1279)
  - Бретань — Жан I, герцог (1237 — 1286)
  - Булонь — Матильда де Даммартен, графиня (1216 — 1260)
  - Бургундия (герцогство) — Гуго IV, герцог (1218 — 1272)
  - Невер — Матильда II де Бурбон-Дампьер, графиня (1257 — 1262)
  - Овернь — Роберт V, граф (1247 — 1277)
  - Прованс — Жанна Тулузская, маркиза (1249 — 1271)
  - Тулуза — Жанна, графиня (1249 — 1271)
  - Фландрия — Маргарита II, графиня (1244 — 1278)
  - Фуа — Роже IV, граф (1241 — 1265)
  - Шампань — Тибо V Молодой, граф (1253 — 1270)
- Швеция — Вальдемар I Биргерссон, король (1250 — 1275)
- Шотландия — Александр III, король (1249 — 1286)

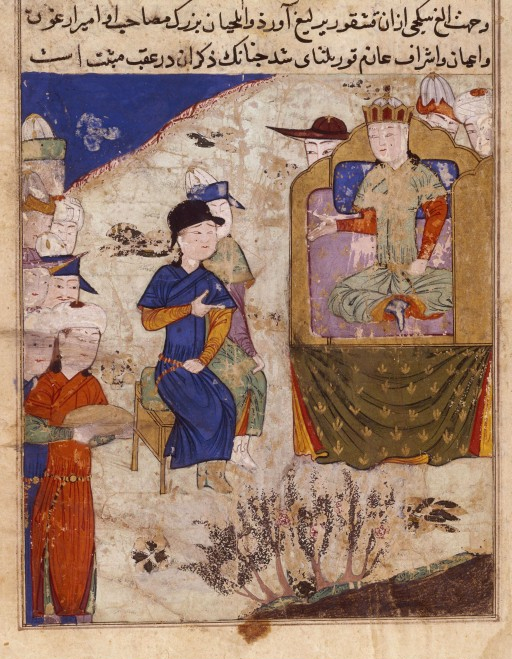
Мунке 1251-1259 Великий хан Монголии
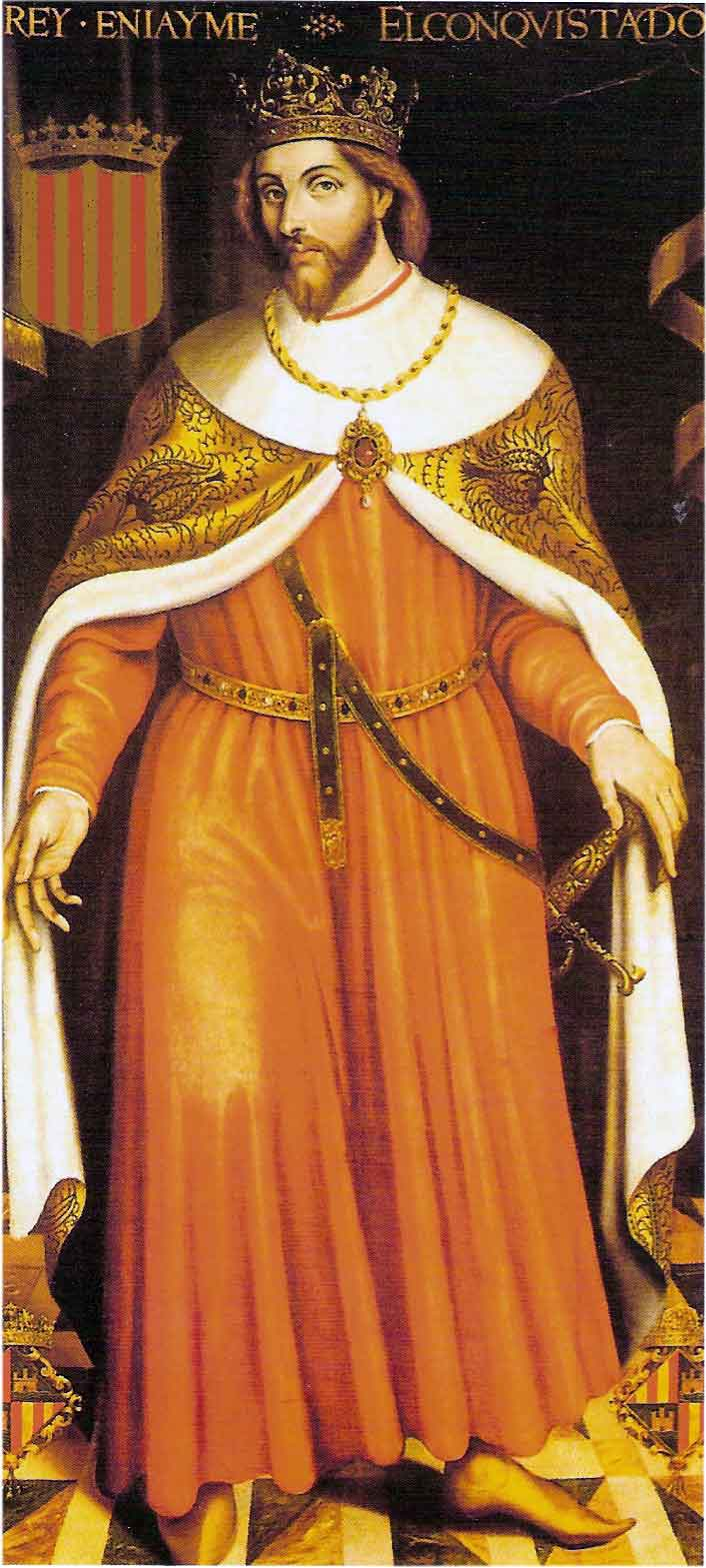
Хайме I Завоеватель 1213-1276 Король Арагона
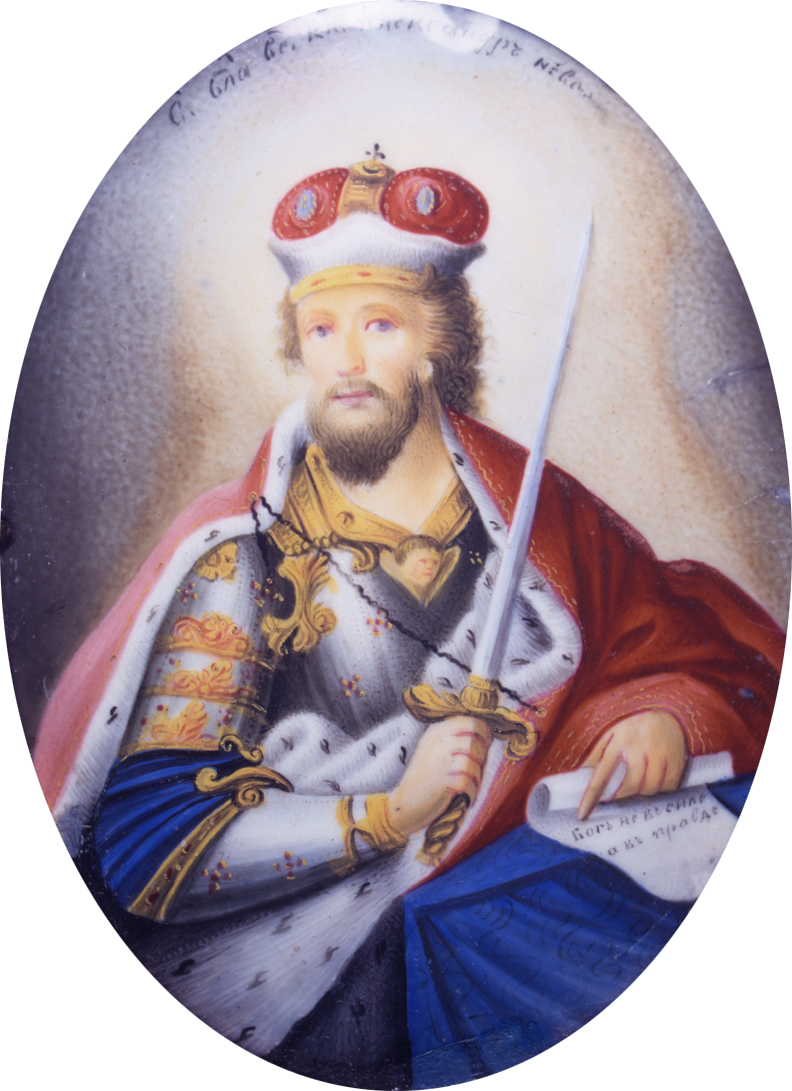
Александр Ярославич Невский 1252-1263 Великий князь Владимирский и Киевский
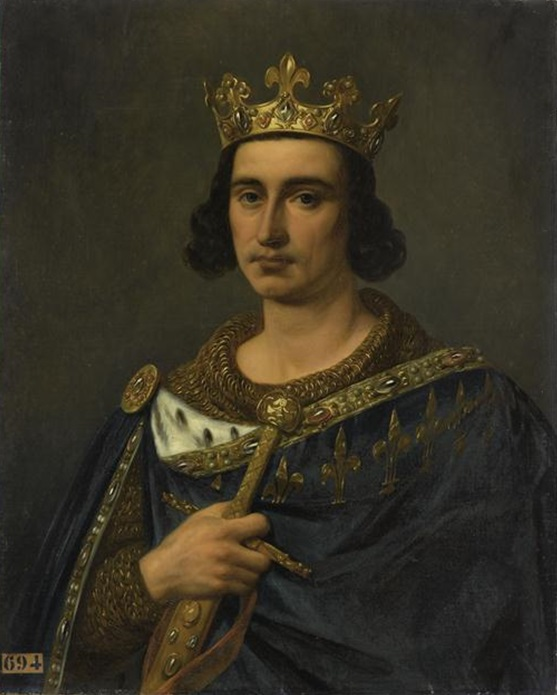
Людовик IX Святой 1226-1270 Король Франции
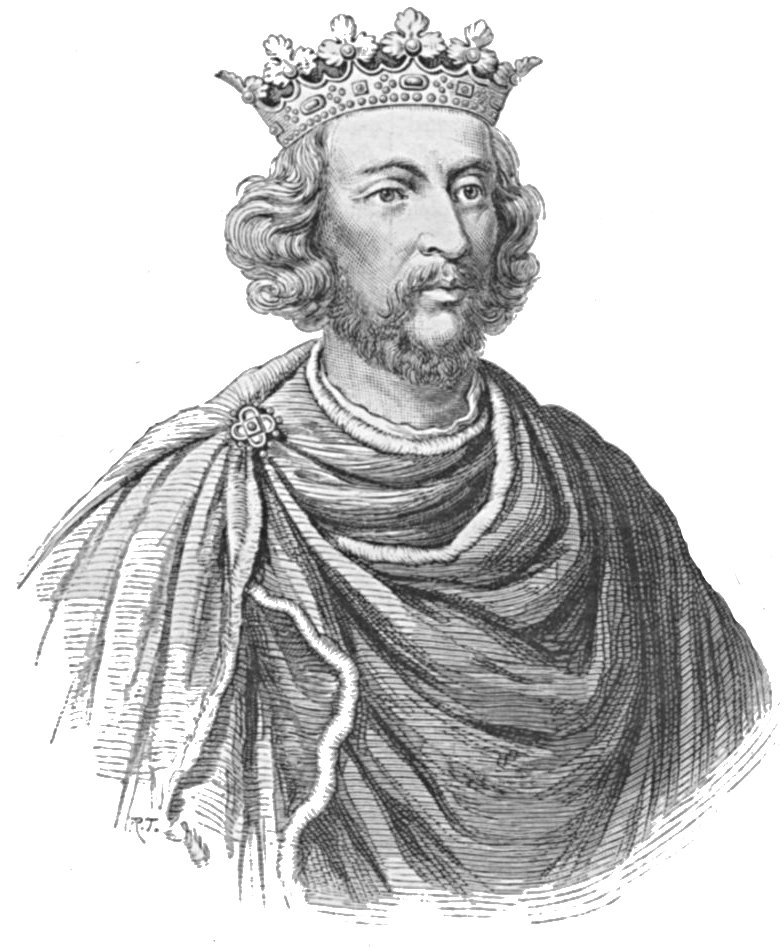
Генрих III 1216-1272 Король Англии
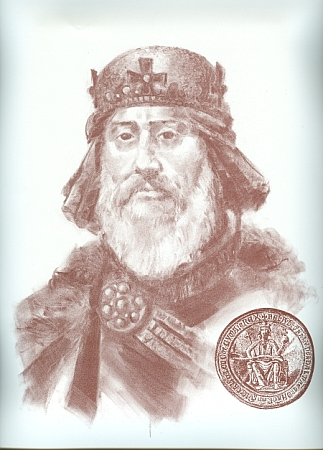
Бела IV 1235-1270 Король Венгрии
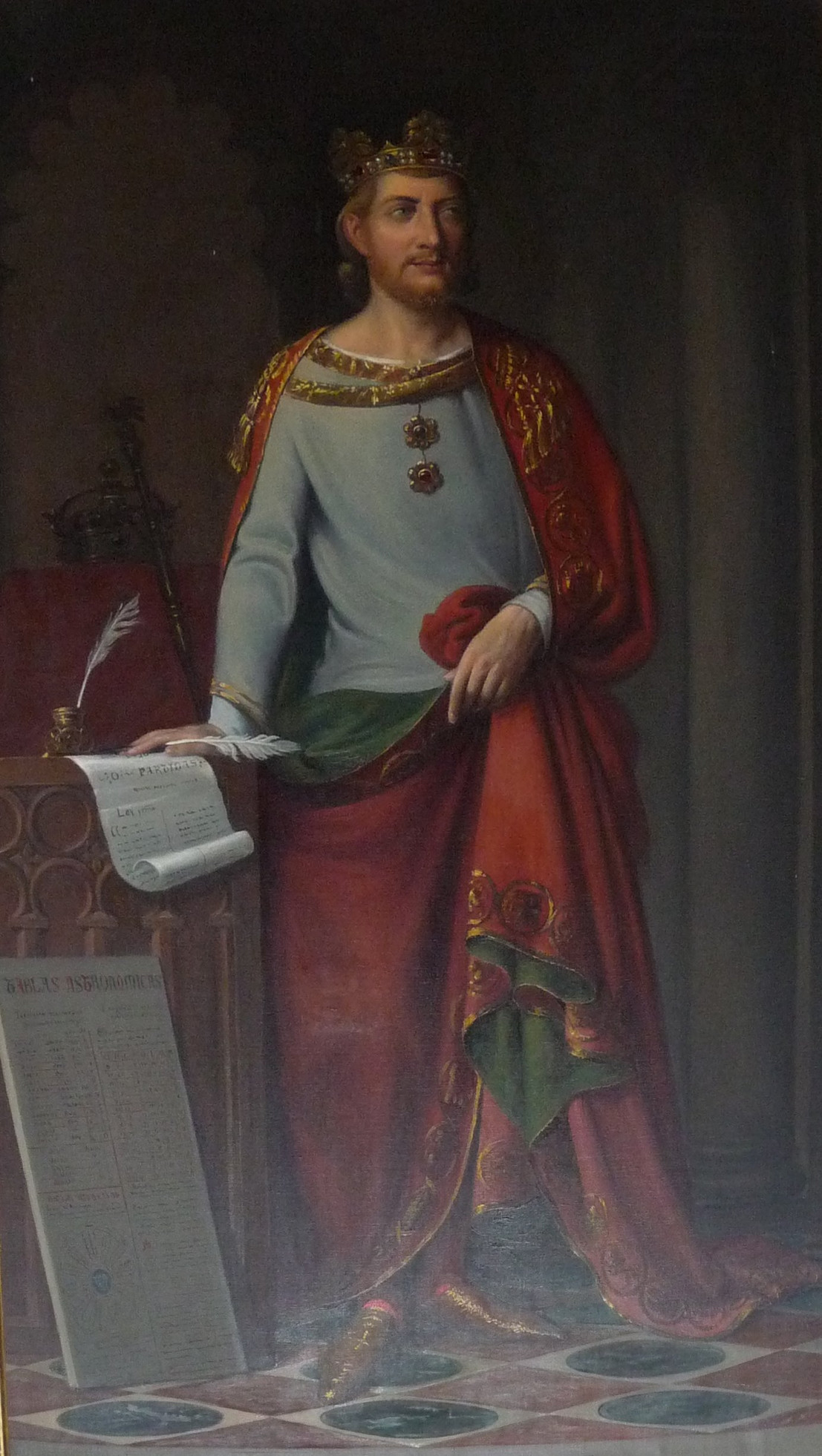
Альфонсо X 1252-1284 Король Кастилии и Леона
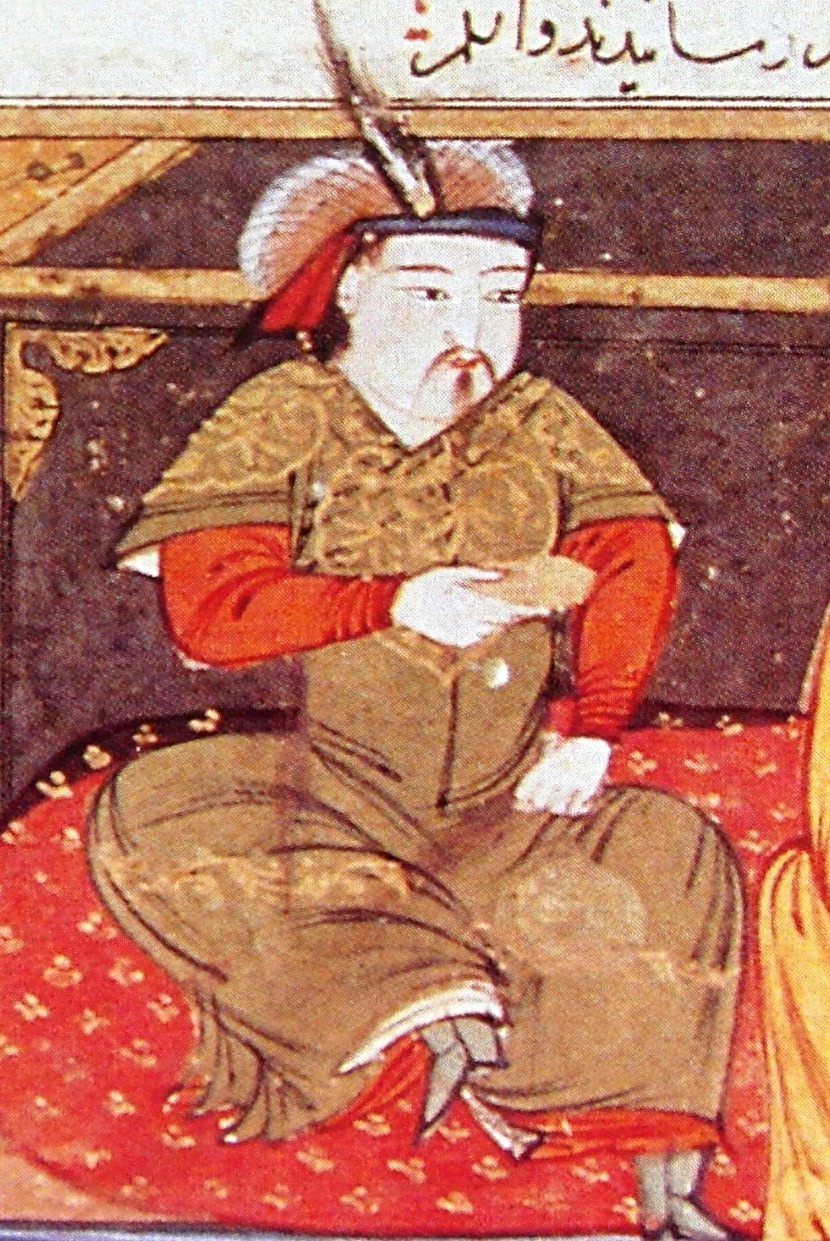
Хулагу 1256-1261 Хан Хулагуидов
Ли-цзун 1224-1264 Император Китая
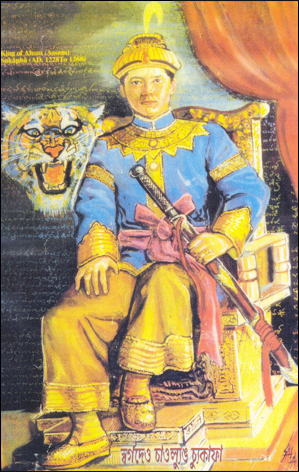
Сукапхаа 1228-1268 Махараджа Ахома
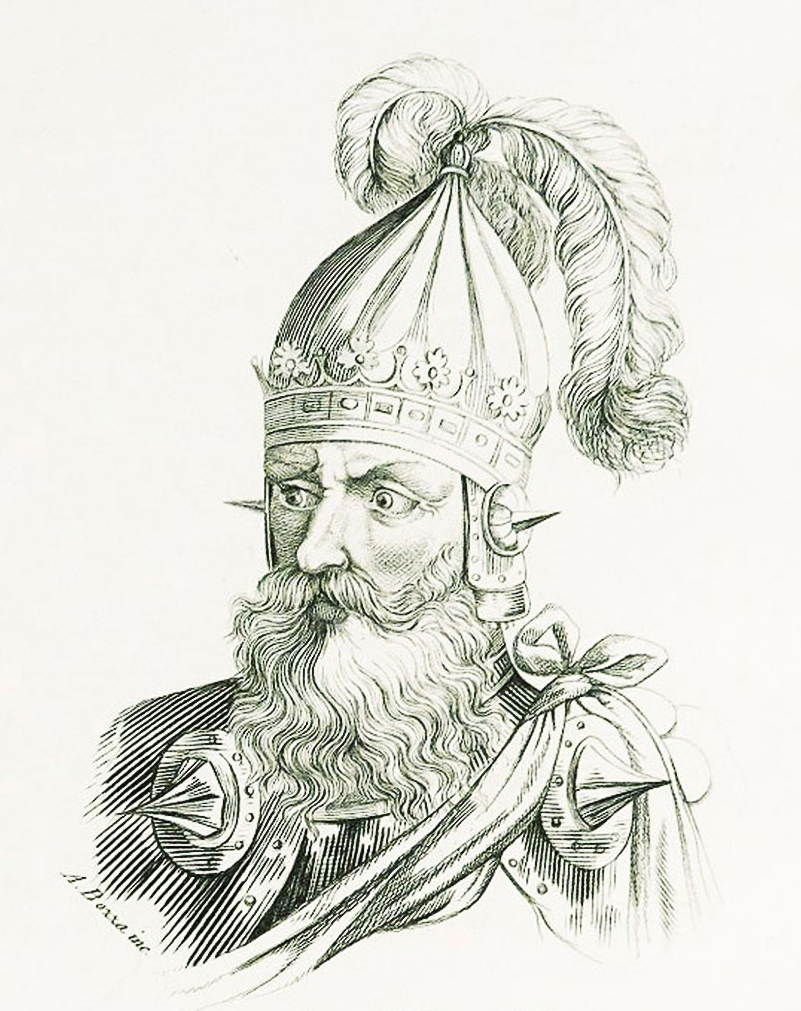
Миндовг 1253-1263 Король Литвы
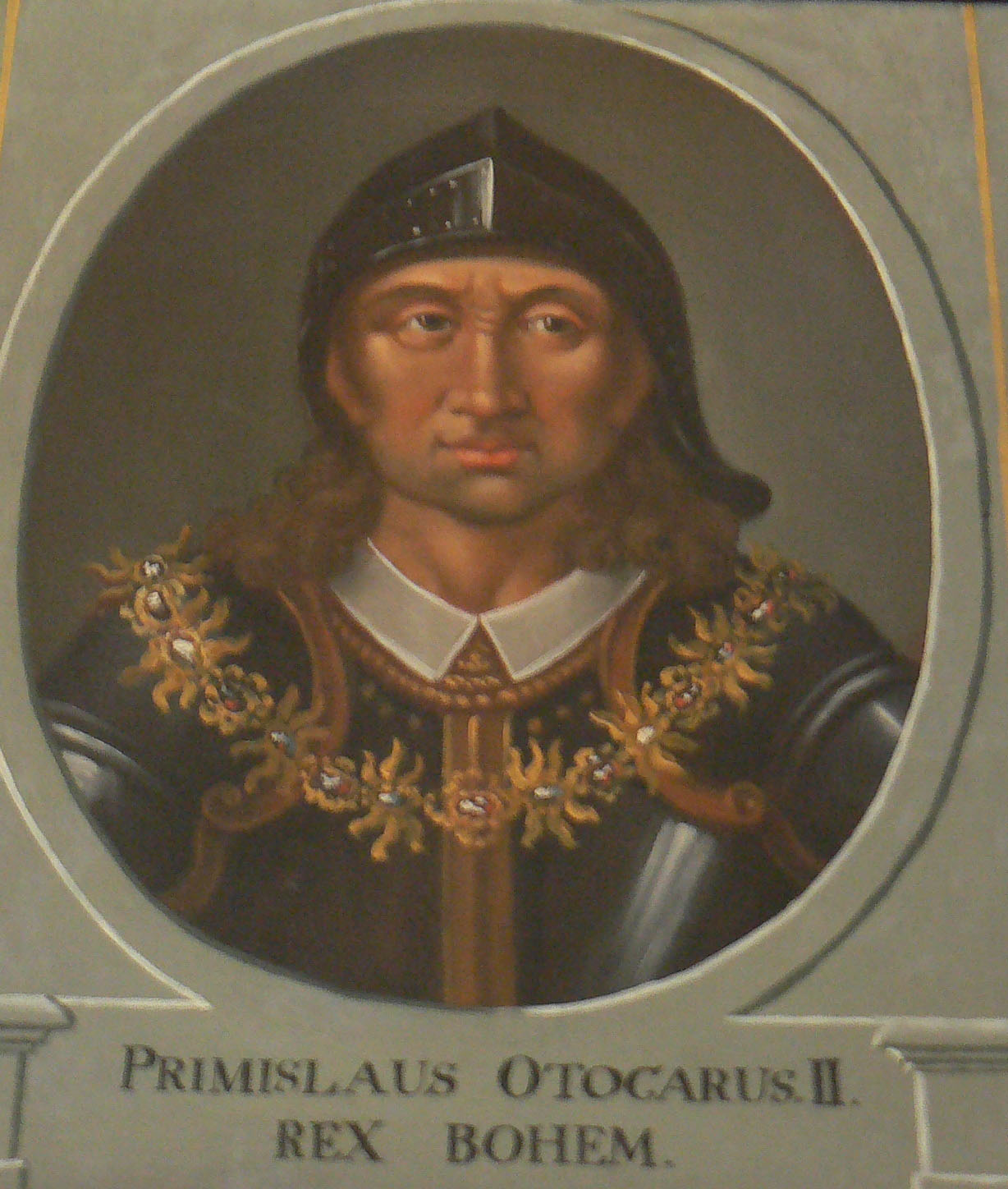
Пржемысл Отакар II 1253-1278 Король Чехии
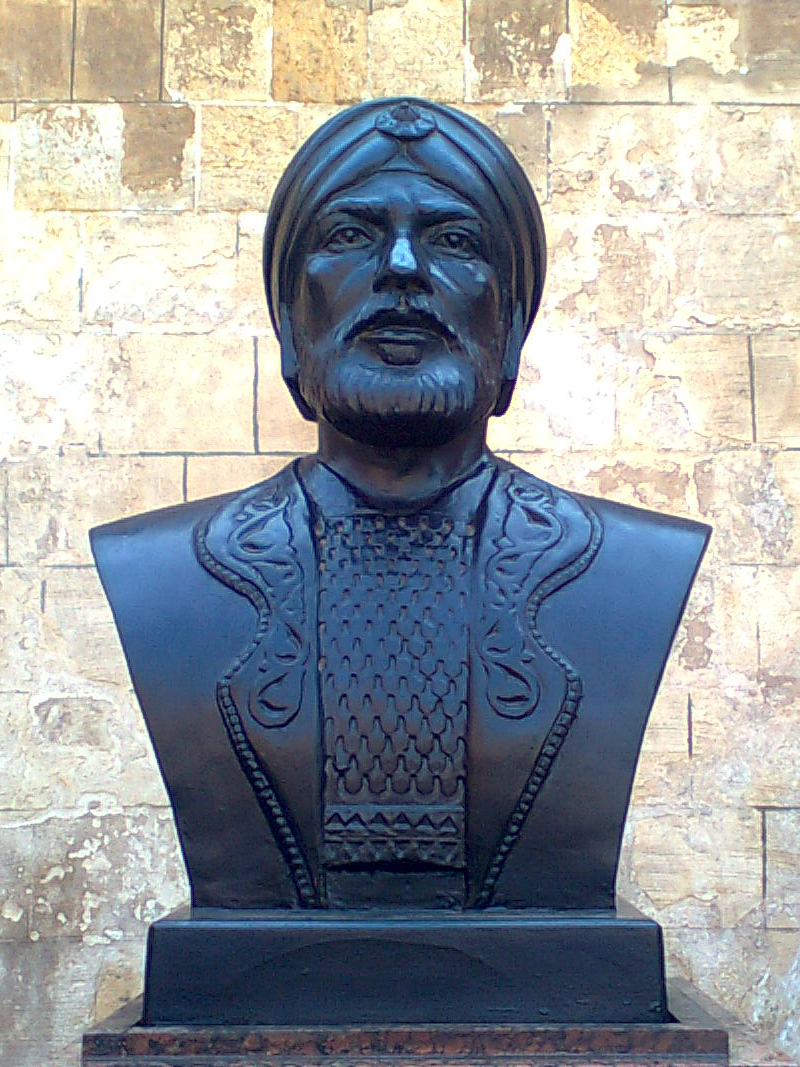
Кутуз 1259-1260 Султан Египта
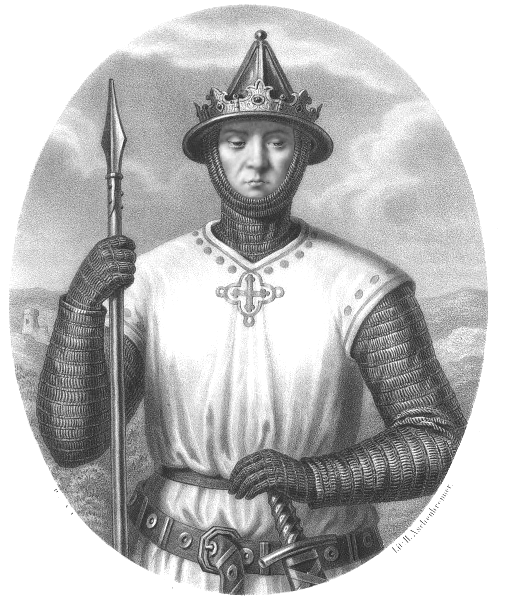
Болеслав V Стыдливый 1243-1279 Князь Краковский
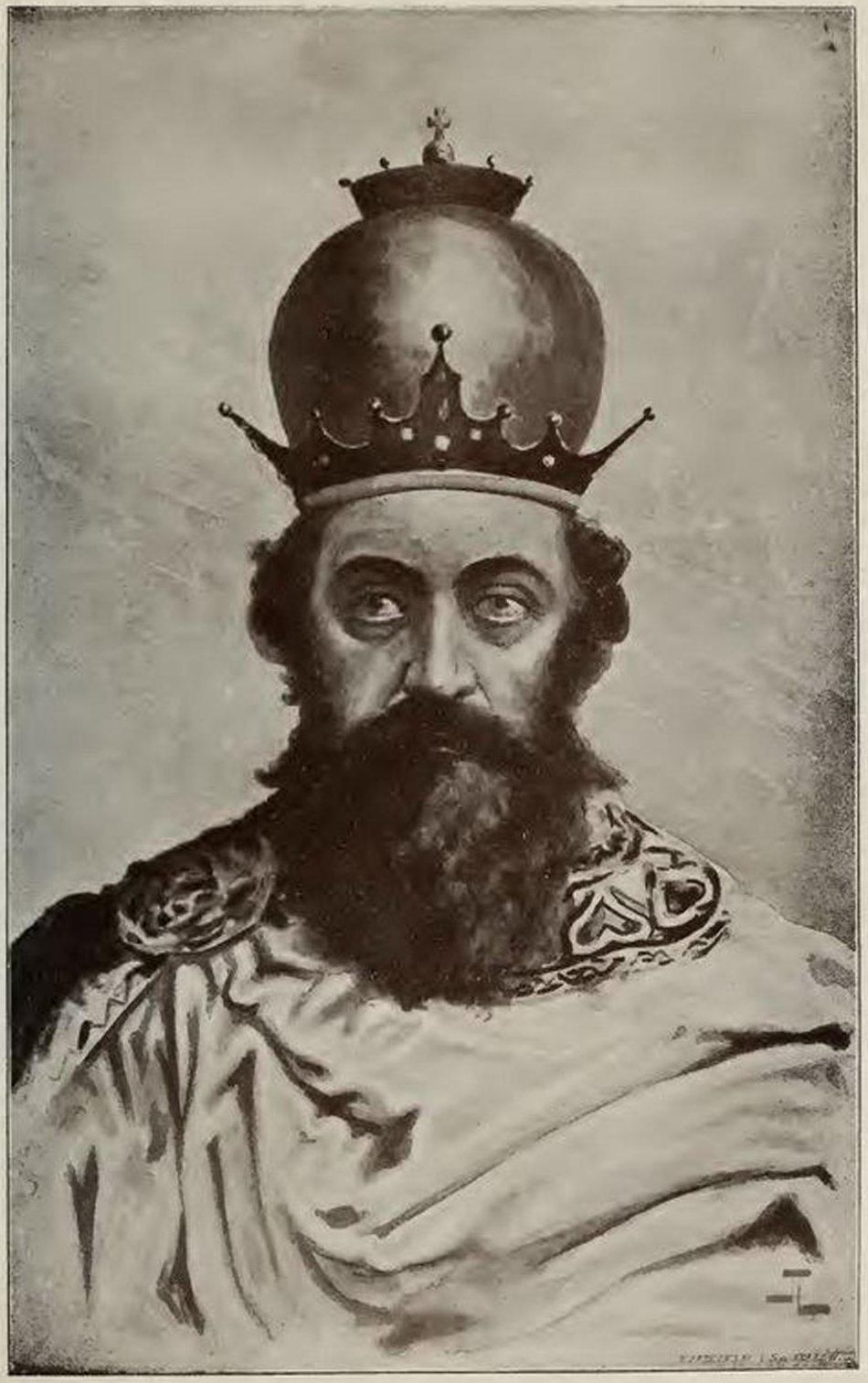
Даниил Галицкий 1254-1264 Король Руси
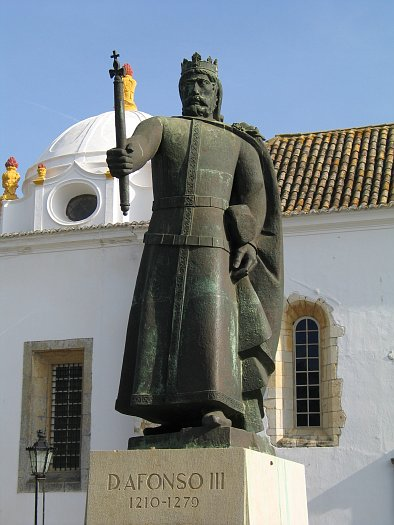
Афонсу III 1247-1279 Король Португалии
Си Индрадитья 1238-1279 Царь Сукхотаи
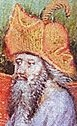
Хетум I 1252-1270 Царь Киликии
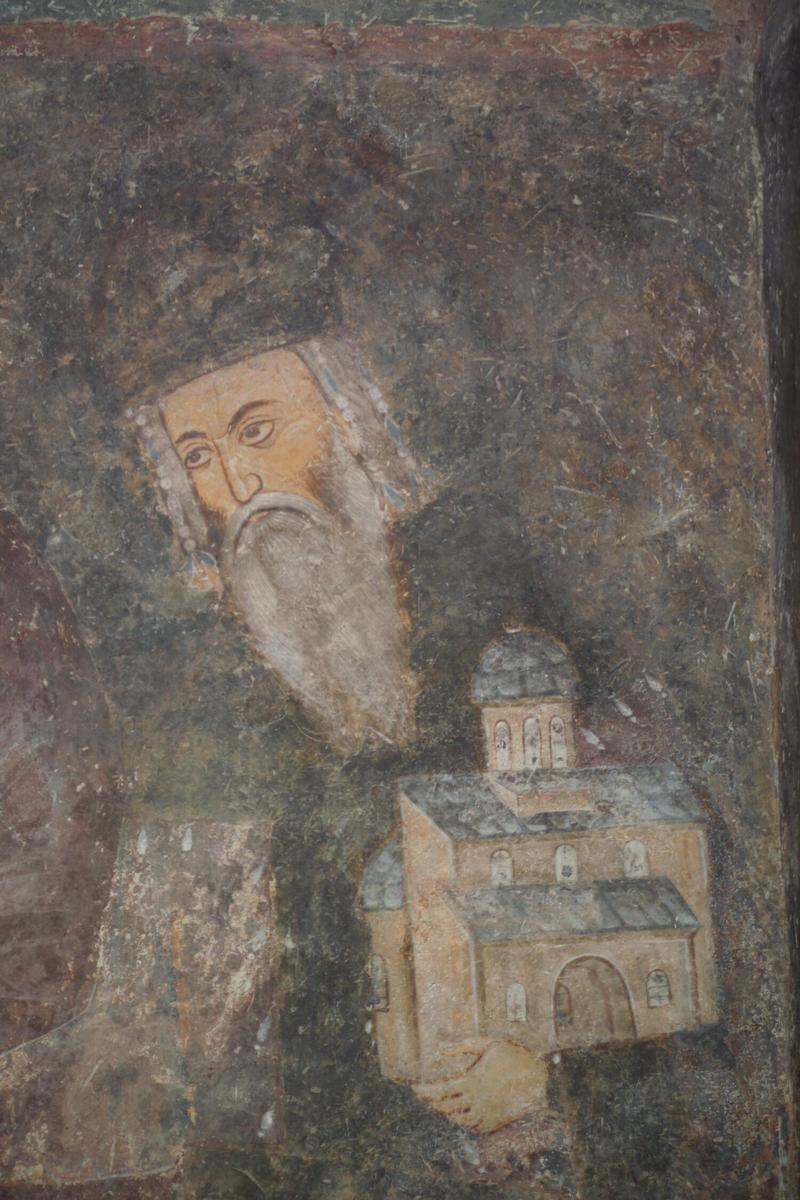
Стефан Урош I 1243-1276 Король Сербии
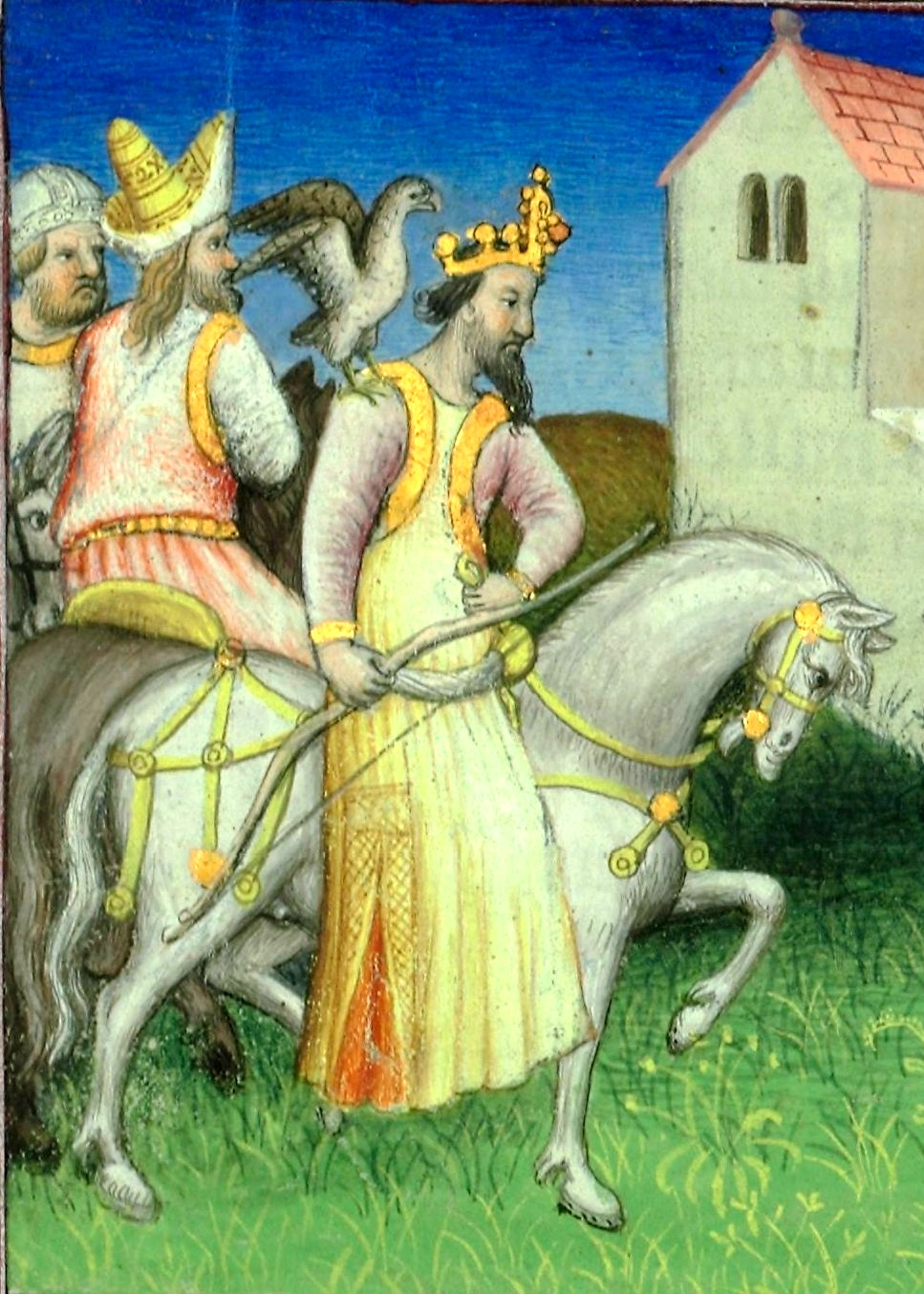
Давид VII 1247-1270 Царь Грузии
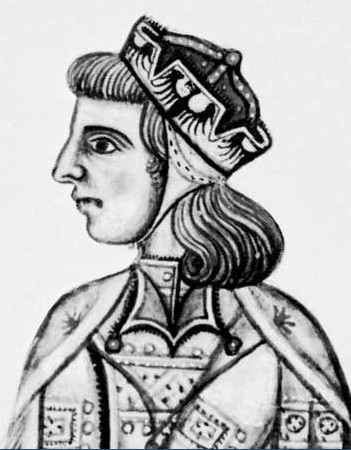
Манфред 1258-1266 Король Сицилии
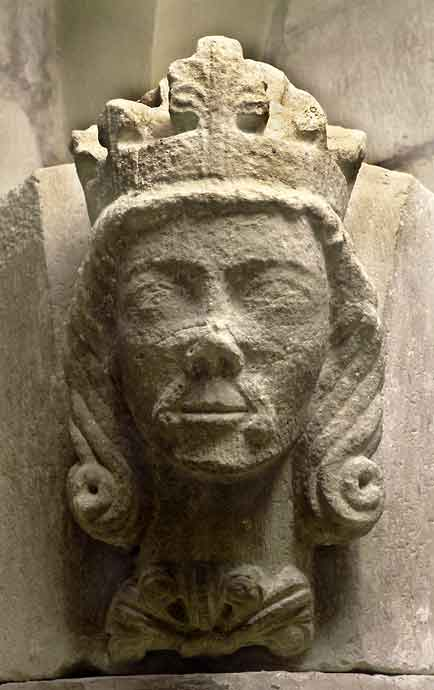
Вальдемар I 1250-1275 Король Швеции
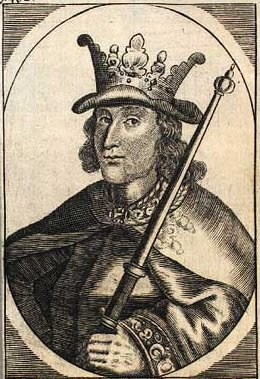
Кристофер I 1252-1259 Король Дании
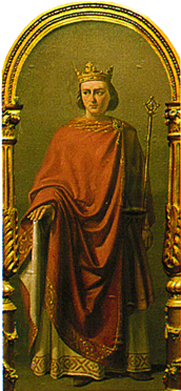
Теобальдо II 1253-1270 Король Наварры
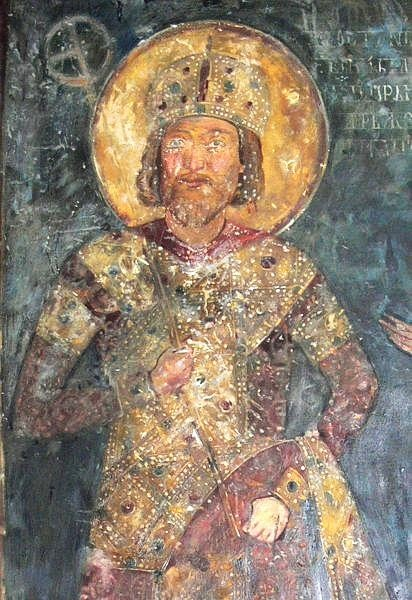
Константин I Тих 1257-1277 Царь Болгарии
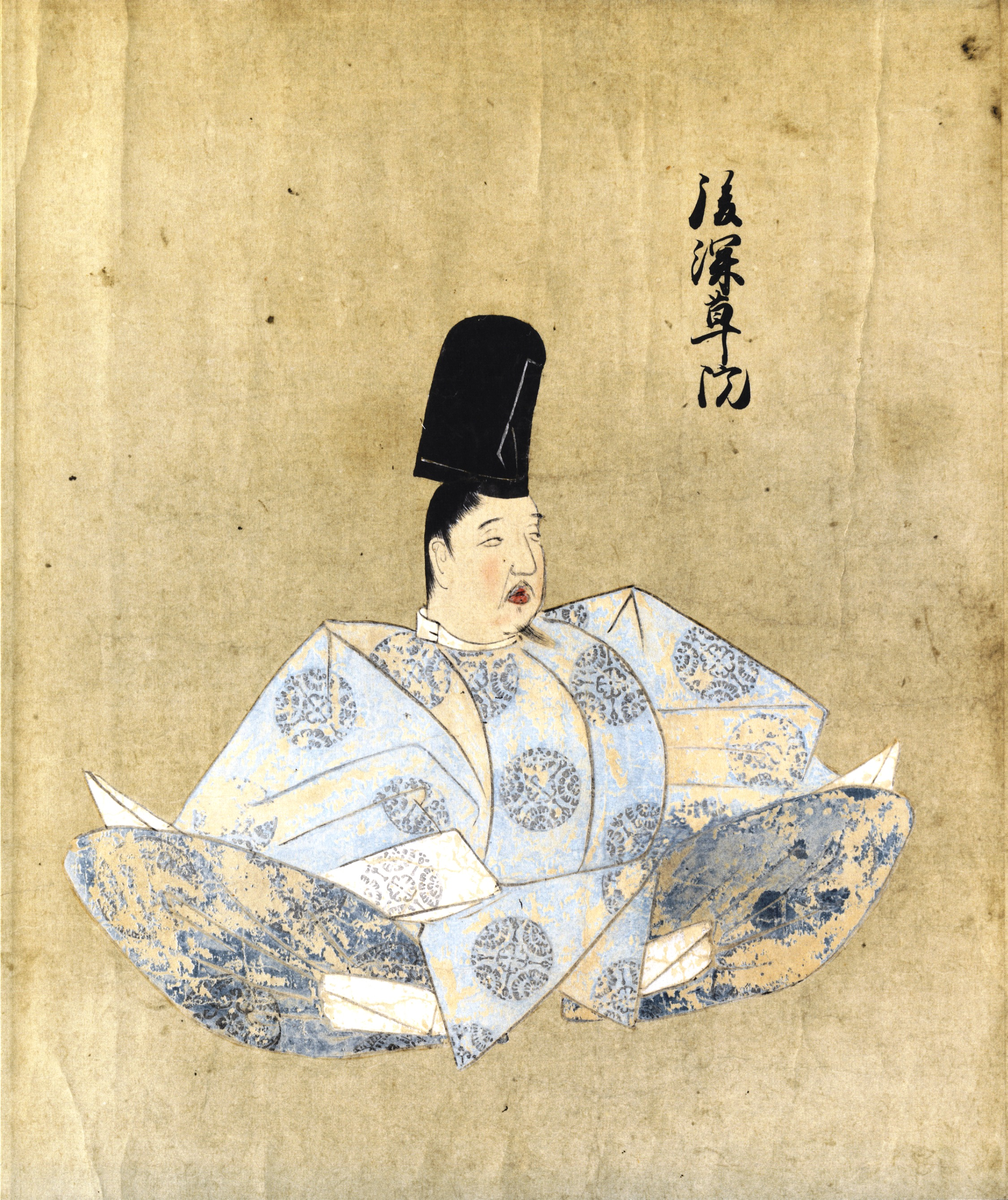
Го-Фукакуса 1246-1259 Император Японии
Реньеро Дзено 1253-1268 Дож Венеции
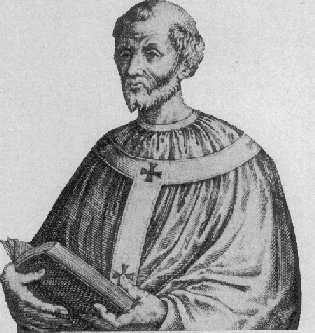
Александр IV 1254-1261 Папа Римский